# Afrixalus vibekensis
Afrixalus vibekensis är en groddjursart som beskrevs av Schiøtz 1967. Afrixalus vibekensis ingår i släktet Afrixalus och familjen gräsgrodor. IUCN kategoriserar arten globalt som nära hotad. Inga underarter finns listade i Catalogue of Life.